# Auska Dorsum
Auska Dorsum is een lage heuvelrug op de planeet Venus. Auska Dorsum werd in 1985 genoemd naar Auska, godin van de zonnestralen in de Litouwse mythologie.
De richel heeft een lengte van 361 kilometer en bevindt zich in de quadrangles Fortuna Tessera (V-2) en Lakshmi Planum (V-7).